# Elthusa methepia
Elthusa methepia är en kräftdjursart som först beskrevs av Schioedte och Frederik Vilhelm August Meinert 1884.  Elthusa methepia ingår i släktet Elthusa och familjen Cymothoidae. Inga underarter finns listade i Catalogue of Life.